# Marcel Sacramento
Pour les articles homonymes, voir Sacramento (homonymie).
Marcel Sacramento est un footballeur brésilien né le 24 août 1987 à Vera Cruz. Il évolue au poste d'attaquant.

## Biographie
Marcel Sacramento joue au Japon, au Brésil, en Suède et en Indonésie.
Avec le club du Kalmar FF, il dispute 31 matchs en première division suédoise, inscrivant un but. Il joue également avec cette équipe cinq matchs en  Coupe UEFA / Ligue Europa.
Il inscrit 21 buts dans le championnat d'Indonésie lors de la saison 2016.

## Palmarès
- Champion de Suède en 2008 avec le Kalmar FF